# (2844) Hess
(2844) Hess est un astéroïde de la ceinture principale.

## Description
(2844) Hess est un astéroïde de la ceinture principale. Il fut découvert le 3 mai 1981 à la station Anderson Mesa par Edward L. G. Bowell. Il présente une orbite caractérisée par un demi-grand axe de 2,22 UA, une excentricité de 0,17 et une inclinaison de 3,0° par rapport à l'écliptique.

## Compléments